# Quentin Moses
(en) Statistiques sur pro-football-reference
(en) Statistiques sur statscrew
Quentin Moses (né le 18 novembre 1983 à Athens (Géorgie)
et mort le 12 février 2017 à Monroe (Géorgie)) est un joueur américain de football américain.

## Biographie

### Enfance
Moses étudie à la Cedar Shoals High School de sa ville d'Athens. Il va faire partie du top 50 des meilleurs joueurs de l'État de Géorgie lors de sa dernière année lycéenne. Il joue aussi au basket-ball où il est un bon joueur et sera d'abord recruté à l'université pour ses talents de basketteur.

### Carrière

#### Université
Il entre à l'université de Géorgie où il est d'abord recruté pour faire partie de l'équipe de basket-ball. Néanmoins, il intègre aussi l'équipe de football américain et va plus s'impliquer dans le football que dans le basket-ball. Durant ses quatre années universitaires, il joue cinquante-deux matchs avec 133 tacles, 25 sacks, un fumble provoqué, quatre récupérés et trois passes déviées.

#### Professionnel
Quentin Moses est sélectionné au troisième tour du draft de la NFL de 2007 par les Raiders d'Oakland au soixante-cinquième choix. Il participe aux matchs de présaison mais très étonnement, il est libéré le 1er septembre 2007. C'est le joueur sélectionné le plus tôt lors du draft à être éliminé, ce qui est fait de lui le plus mauvais choix du draft selon les consultants.
Le lendemain, les Cardinals de l'Arizona le font signer mais les Cardinals ne le conservent qu'une seule saison et le libèrent le 16 octobre 2007. Le 23 octobre, il arrive chez les Dolphins de Miami. Il signe son premier sack le 26 novembre lors de Monday Night Football en plaquant Ben Roethlisberger des Steelers de Pittsburgh. Il fait deux saisons comme remplaçant avant que son contrat expire. Néanmoins, les Steelers lui proposent un nouveau contrat d'un an d'une valeur de 460 000 dollars, le 31 mars 2009. Après la saison 2009, il signera à nouveau un contrat d'un an mais finalement, il fait deux nouvelles saisons comme remplaçant.
En 2011, il signe avec les Destroyers de Virginie, évoluant en United Football League. Malheureusement, il se blesse avant le début de la saison et ne participe à aucun match de l'équipe qui remporte le championnat 2011.
Il périt le 12 février 2017 dans un incendie à l'âge de 33 ans.

## Palmarès
- Équipe des Freshman (nouvelles recrues) 2003 selon Sporting News
- Cercle d'honneur académique de la conférence SEC 2004 et 2005
- Équipe de la conférence SEC 2005
- All-American 2005 selon Rivals.com
- Seconde équipe All-American selon la Walter Camp Football Foundation
- Troisième équipe All-American 2006 selon l' Associated Press
- All-American 2006 selon Playboy